# Genista involucrata
Genista involucrata är en ärtväxtart som beskrevs av Édouard Spach. Genista involucrata ingår i släktet ginster, och familjen ärtväxter. Inga underarter finns listade i Catalogue of Life.